# Niutron
Niutron – dawny chiński producent elektrycznych SUV-ów z siedzibą w Pekinie działający w latach 2018–2023. 

## Historia
W grudniu 2021 roku chiński przedsiębiorca Ya Li zainaugurował początek działalności startupu Niutron skoncentrowanego na rozwoju zaawansowanych technologicznie samochodów elektrycznych wzorem takich firm jak Li Auto, NIO czy Xpeng. Powstał on 3 lata wcześniej po tym, jak Li zdobył popularność i majątek jako założyciel dynamicznie rozwijającego się producenta elektrycznych skuterów Niu Technologies. Między 2018 a 2021 rokiem firma uruchomiła centrum badawczo-rozwojowe w Szanghaju, zbudowała zespół 1 tysiąca pracowników i obrała za cel wdrożenia w 2022 roku do produkcji elektrycznego SUV-a. Zgromadziła na te cele fundusze wielkości 400 milionów dolarów.
Pierwszym produktem startupu został duży, wyższej klasy o nazwie Niutron NV, który oficjalnie zadebiutował w styczniu 2022 roku. Ya Li zadeklarował rozpoczęcie przedprodukcji SUV-a w przygotowanych do tego celu, zaawansowanych technicznie zakładach w Changzhou w marcu tego samego roku, z dostawami pierwszych sztuk do nabywców we wrześniu. Ostatecznie, firma napotkała jednak poważne problemy na etapie wdrażania NV do masowej produkcji, w grudniu 2022 będąc zmuszoną do zwrócenia wszystkich 24,376 depozytów, zamknięcia swojego głównego salonu sprzedaży w Pekinie i redukcji zatrudnienia w zakładach produkcyjnych. Firma w liście do nabywców swoją deyczję określiła jako "zakończenie przygody zanim się ona zaczęła", wzbudzając pogłoski o upadku nowo powstałego przedsięwzięcia. Jednakże, firma zadeklarowała poprzestanie na restrukturyzacji i dalszym przywiązaniu do planów wdrożenia swojego modelu do produkcji w grudniu 2022, chcąc dostarczyć pierwsze samochody na początku 2023 roku. Tak się ostatecznie nie stało, przez co firma zaprzestała działalność w marcu 2023.

## Modele samochodów

### Historyczne
- NV (2022)